# Comitato Paralimpico Sammarinese
Il Comitato Paralimpico Sammarinese (in sigla CPS) è un comitato paralimpico nazionale che rappresenta San Marino ai Giochi paralimpici e cura attraverso i suoi volontari le attività paralimpiche e di sensibilizzazione all'interno della Repubblica. Il comitato non vige di una collocazione ufficiale nello stato.

## Storia
Il comitato venne fondato nel 2006 da un gruppo di volontari sammarinesi interessati agli sport paralimpici, senza però ottenere alcun riconoscimento ufficiale, che arrivò solo nel dicembre del 2011, da parte del Comitato Paralimpico Internazionale, in seguito al suo ingresso nel Comitato Paralimpico Europeo.
Alle paraolimpiadi del 2012 il comitato ha rappresentato per la prima volta San Marino, facendo gareggiare l'atleta paralimpico Christian Bernardi.
Da allora il comitato non ha portato nessun altro atleta sammarinesi alle paraolimpiadi.

## Controversie
È stata criticata la mancata partecipazione del comitato alle paraolimpiadi del 2016 e del 2020, nonostante alcuni atleti sammarinesi desiderassero parteciparvi.
Il comitato ha risposto alle accuse affibbiando la colpa alla Repubblica, che non ha riconosciuto ufficialmente l'ente.

## Discipline sportive
- Atletica leggera paralimpica
- Boccia
- /  Ciclismo paralimpico
- Nuoto paralimpico
- Tennis in carrozzina
- Tiro a segno paralimpico
- Tiro con l'arco paralimpico
- Vela paralimpica[a San Marino c'è lago per praticare questa disciplina?]
- Sport invernali